# Мауконен, Оску
Оску Мауконен (фин. Osku Maukonen; 15 февраля 2007, Финляндия) — финский футболист, вратарь клуба «Лахти».

## Клубная карьера
14 ноября 2022 года в возрасте 15 лет Мауконен подписал свой первый профессиональный контракт с клубом своего родного города «Лахти» на три года. Мауконен дебютировал в Вейккауслиге за «Лахти» 3 июня 2023 года в матче против «Ильвеса». Мауконен стал самым молодым вратарём, дебютировавшим на высшем уровне в Финляндии, в возрасте 16 лет, 3 месяцев и 19 дней. Он также стал первым игроком 2007 года рождения, дебютировавшим в лиге. Его контракт был продлён 8 октября 2024 года до конца 2026 года.

## Карьера в сборной
4 октября 2023 года Мауконен был включён в состав сборной Финляндии до 17 лет на квалификационный турнир чемпионата Европы среди юношей до 17 лет. В турнире Финляндия сыграла вничью с Украиной (2:2) и Германией (1:1), а затем выиграла Лихтенштейн (3:0), заняв 2-е место в группе и перейдя в элитный раунд. Мауконен сыграл все три игры.